# Slingers
De Slingers is een groep van fictieve superhelden uit de strips van Marvel Comics. Ze verschenen in hun eigen kortlopende stripserie.

## Publicatiegeschiedenis
De Slingers waren vier tienersuperhelden, wier kostuums en identiteiten voorheen waren gebruikt door de superheld Spider-Man.
De groep verscheen voor het eerst in Slingers #0, een gratis promotiestrip die in een deel van Wizard Magazine zat. Slingers #1 gebruikte een controversiële verkooptruc: er werden vier verschillende versies van deze eerste strip gepubliceerd, met in elk kwart van het verhaal (telkens vanuit het oogpunt van een van de vier leden).
De serie slaagde er niet in de verkoop vast te houden, ondanks een kleine loyale fangroep, en de serie werd na 12 delen reeds gestopt. Behalve een paar optredens in New Warriors en Contest of Champions II maakte het Slingers team in geen enkele andere strip een optreden.

## Team geschiedenis
De vier hoofdleden van het team gebruikten kostuums en codenamen die eerder door Spider-Man waren gebruikt gedurende de "Identity Crisis" verhaallijn. De Golden Age superheld Black Marvel kreeg deze kostuums uiteindelijk in handen. Hij gaf ze aan de vier tieners, en leerde hen superhelden te worden.
Later werd onthuld dat Black Marvel de kostuums had gekregen door een deal met de demon Mephisto. Toen het tijd was voor Black Marvel om zijn deel van de deal, het afstaan van zijn ziel aan Mephisto, na te komen, kwamen de Slingers hun mentor te hulp. Ze wisten hem te bevrijden van Mephisto, waarna Black Marvel in vrede stierf. Het team hield na deze reddingsactie niet lang meer stand en viel uiteen.
De afzonderlijke leden hadden nog wel een paar optredens in de strips. Ricochet verscheen in Runaways als lid van Excelsior. Hornet werd dood gevonden na te zijn gedood door een gehersenspoelde Wolverine en Prodigy vocht tegen Iron Man gedurende de Civil War verhaallijn.

## Leden
De vier leden van Slingers waren:
- Dusk (Cassie St. Commons): de Goth dochter van een rijk koppel. Ze had verschillende bovennatuurlijke gaven, die ze verkreeg toen ze weer tot leven kwam na te zijn gestorven.
- Hornet (Eddie McDonough): een student van de Empire State University. Hij droeg een pak dat hem bovenmenselijke kracht en de gave om te vliegen gaf.
- Prodigy (Ritchie Gilmore): de leider van de groep en een worstelaar, die eveneens op de Empire State University zat.
- Ricochet (Johnny Gallo): een mutant met bovenmenselijke lenigheid en een zesde zintuig voor gevaar.

Naast de vier leden was er ook nog Black Marvel, een oude superheld uit de Tweede Wereldoorlog en mentor van de vier helden.